# César Márquez
César Márquez Verdín (ur. 23 stycznia 1975 w Tepic) – meksykański piłkarz występujący na pozycji obrońcy, obecnie trener Irapuato.

## Kariera klubowa
Márquez jest wychowankiem akademii juniorskiej zespołu Club Atlas z siedzibą w mieście Guadalajara. Do seniorskiej drużyny został włączony przez argentyńskiego szkoleniowca Eduardo Solariego i w meksykańskiej Primera División zadebiutował 21 października 1995 w zremisowanym 3:3 spotkaniu z Necaxą. Nie potrafił jednak wywalczyć sobie miejsca w wyjściowej jedenastce i regularne występy w lidze notował jedynie za kadencji trenera Efraína Floresa, lecz nawet wówczas niemal wyłącznie w roli rezerwowego. Nie odniósł również z Atlasem żadnych sukcesów zarówno na arenie krajowej, jak i międzynarodowej. W 1999 roku został zawodnikiem amerykańskiego El Paso Patriots, występującego na drugim szczeblu rozgrywek, A-League. Po kilku miesiącach powrócił do ojczyzny, zasilając Club León. Tam przez pierwszy rok pełnił rolę alternatywnego gracza, jednak w późniejszym czasie wywalczył sobie pewne miejsce w linii defensywnej ekipy. Na koniec sezonu 2001/2002, mimo pewnego miejsca w wyjściowym składzie, spadł z Leónem do drugiej ligi meksykańskiej.
Podczas wiosennego sezonu Verano 2003 Márquez wygrał z Leónem drugą ligę, co wobec porażki w decydującym dwumeczu z Irapuato nie zaowocowało jednak powrotem do najwyższej klasy rozgrywkowej. Bezpośrednio po tym osiągnięciu został wypożyczony na okres sześciu miesięcy do innego drugoligowca, Dorados de Sinaloa z miasta Culiacán, w którego barwach, mimo roli rezerwowego, podczas jesiennych rozgrywek Apertura 2003 powtórzył osiągnięcie sprzed sześciu miesięcy i triumfował w rozgrywkach Primera División A. Po powrocie do Leónu, w sezonie Clausura 2004, trzeci raz z rzędu zwyciężył w rozgrywkach drugoligowych, lecz jego klub ponownie nie zdołał awansować do pierwszej ligi, tym razem po barażowej porażce z byłą drużyną Márqueza i zwycięzcą Apertury, Dorados. Rok później, podczas rozgrywek Clausura 2005, jako podstawowy gracz Leónu dotarł do dwumeczu finałowego Primera División A, w którym jego ekipa okazała się jednak gorsza od Querétaro.
Latem 2006, po sześciu latach spędzonych w Leónie, Márquez przeszedł do pierwszoligowego Tecos UAG z siedzibą w Guadalajarze, gdzie jednak nie wystąpił w żadnym meczu i grał jedynie w drugoligowych rezerwach. Po upływie sześciu miesięcy zasilił nowo powstały zespół Club Tijuana, również z drugiej ligi meksykańskiej, który później zamienił na występujący w tej samej klasie rozgrywkowej Real de Colima, w którego barwach też występował przez pół roku bez większych sukcesów. W styczniu 2008 powrócił do Club Tijuana, tym razem na zasadzie wypożyczenia, a sześć miesięcy później podpisał umowę z kolejnym klubem z Primera División A, CD Irapuato. Barwy tej drużyny reprezentował przez kolejne dwa lata, przez pierwsze półtora roku mając niepodważalne miejsce w wyjściowej jedenastce. W jesiennych rozgrywkach Apertura 2008 dotarł z Irapuato do dwumeczu finałowego drugiej ligi, w którym ponownie przegrał z Querétaro. Sukces ten powtórzył także rok później, w sezonie Apertura 2009, kiedy jego ekipa okazała się gorsza od Necaxy. Profesjonalną karierę piłkarską zakończył w wieku 35 lat, drugi raz w karierze reprezentując barwy drugoligowego Dorados de Sinaloa.

## Kariera trenerska
Zaraz po zakończeniu kariery Márquez rozpoczął pracę w roli szkoleniowca, w styczniu 2011 zostając zatrudnionym przez Dorados de Sinaloa w roli asystenta trenera Ricardo Rayasa. Funkcję tę sprawował przez niecały rok, a latem 2012 podpisał umowę z inną ze swoich byłych drużyn, CD Irapuato, gdzie przez pierwsze sześć miesięcy pracował z trzecioligowymi rezerwami, po czym został asystentem Héctora Medrano w zespole seniorów, grającym w drugiej lidze meksykańskiej. W marcu 2013, po zwolnieniu Medrano przez zarząd klubu, został mianowany pierwszym szkoleniowcem Irapuato, rozpoczynając samodzielną pracę trenerską.